# Milenko Sebić
Milenko Sebić (en alphabet cyrillique serbe : Миленко Себић), né le 30 décembre 1984 à Trstenik, est un tireur sportif serbe de carabine.

## Carrière
Sebić fait partie de l'équipe nationale serbe qui a remporté une médaille de bronze à l'épreuve de 50 mètres carabine 3 positions en championnats d'Europe de tir 2007 et une médaille d'or au 50 mètres carabine couché lors de l'édition suivante en 2009. Il remporte une médaille d'argent aux Universiades d'été de 2007 à Bangkok dans l'épreuve de 50 m carabine 3 positions.
En 2014, il gagne sa première médaille aux championnats du monde de tir 2014 avec le bronze par équipe en compagnie de Stevan Pletikosić et Nemanja Mirosavljev.
Il a également participé aux épreuves de carabine à air comprimé 10 mètres et de carabine 50 mètres 3 positions aux Jeux olympiques d'été de 2016.
La saison olympique suivante, il se distingue particulièrement sur 10 mètres avec une médaille d'argent par équipe aux championnats d'Europe en 2017, 2019 et 2021. En 2021, aux Jeux olympiques de Tokyo, il se classe très loin sur 10 mètres (31e avec 623.2 points) mais parvient à se qualifier sur 50 mètres 3 positions puis remporte la médaille de bronze derrière Zhang Changhong. Constituant une deuxième équipe serbe avec Sanja Vukašinović pour l'épreuve 10 mètres mixte, il terminera 29e et dernier de la série qualificative.
Aux Jeux méditerranéens de 2022, il est médaillé d'or au tir à la carabine à air comprimé à 10 mètres en individuel.
Il est médaillé de bronze  au tir à la carabine à 50 mètres 3 positions par équipes aux Jeux européens de 2023.